# Vangelo dei Settanta
Il Vangelo dei Settanta (discepoli, v. Lc 10,1-24) è un vangelo apocrifo andato perduto. Ne sono pervenute solo citazioni indirette tramite alcuni Padri della Chiesa. Forse coincide col Vangelo di Mani (III secolo) o con gli Atti dei Settanta discepoli, opera attribuita a Doroteo di Tiro.